# Claude Lombard
Claude Lombard (Bruxelas, 25 de fevereiro de 1945 — 20 de setembro de 2021), foi uma cantora belga conhecida internacionalmente por ter representado o seu país no Festival Eurovisão da Canção 1968 que se realizou em Londres.

## Início da carreira
Lombard estudou no INSAS, una instituição para estudos de cinema, teatro e televisivo em Bruxelas. Aprendeu a tocar piano, guitarra e começou a compor música.

## Festival Eurovisão da Canção
Foi a vencedora da final belga para o apuramento para o Festival Eurovisão da Canção 1968, com o tema "Quand tu reviendras" (Quando tu voltares) que foi escolhida por um júri. No dia 6 de abril de 1968, no Festival Eurovisão da Canção 1968, alcançou o sétimo lugar (entre dezessete participantes), tendo obtido oito pontos.
Voltou em 1973, nos coros de Nicole & Hugo, com a canção "Baby, Baby".

## Carreira posterior
Mudou-se para França na década de 1970. Compôs uma obra de teatro musical chamada Attention - fragile, e veio a ter uma carreira como dobradora, em filmes como A Bela e o Monstroe  O Príncipe do Egito, e em séries como Fraggle Rock. Também cantou a versão francesa do anime As Mulherzinhas.

## Morte
Lombard morreu em 20 de setembro de 2021, aos 76 anos de idade.